# Tony Kinsella
Anthony Steven Kinsella (sinh ngày 30 tháng 10 năm 1961) là một cựu cầu thủ bóng đá người Anh thi đấu ở vị trí tiền vệ trái ở Football League.

## Sự nghiệp thi đấu
Sinh ra ở Orsett tại Essex, Kinsella bắt đầu sự nghiệp ở đội trẻ tại Millwall, vô địch Cúp FA Trẻ năm 1979. Ông từng thi đấu cho nhiều đội bóng chuyên nghiệp ở Anh và Mỹ.

## Sự nghiệp huấn luyện
Kinsella gia nhập ban huấn luyện của Leiston năm 2015. Sau khi huấn luyện viên Glen Driver rời câu lạc bộ vào tháng 10 năm 2018, Kinsella tiếp quản một trận với tư cách huấn luyện viên tạm quyền, trước khi cũng rời đi.
Năm 2019, Kinsella trở thành trợ lý của Driver tại Braintree Town.